# Louis Sonnery-Martin
Pour les articles homonymes, voir Louis Martin, Sonnery et Martin.
Louis Sonnery-Martin est un industriel et homme politique français, né le 5 janvier 1841 à Tarare (Rhône) et décédé le 23 décembre 1907 à Lyon 2e (Rhône).

## Biographie
Jean, Pierre, Xavier, Louis Sonnery est né le 5 janvier 1841 à Tarare et décédé le 23 décembre 1907 à Lyon. Il est le fils Jean Charles Sonnery (1801-1863) et de Marie-Mélanie Dufay (1801-1850). Il se fait appeler Louis Sonnery-Martin quand il prend place au Parlement.
Il épouse le 5 février 1869, à Tarare, Marie Thérèse Martin (1848-1927).
Manufacturier, entre 1872 et 1881, il est industriel dans l'entreprise de son beau-père (velours et peluches Martin), à Tarare (69), et habite à la manufacture. Il est élu président de la chambre de commerce de Tarare, juste récompense d'un travail obstiné en faveur du développement industriel et commercial de la région.
Il devient conseiller général du Rhône pour le canton de Tarare en 1882, à la suite de la démission de Nicolas-Marie Sève, alors nommé percepteur à Veyre. Il occupera ce poste pendant 19 ans, jusqu'en 1901, avant de laisser sa place à Eugène Ruffier.
En 1893, il se présente aux élections législatives dans la 2e circonscription de Villefranche.. Au premier tour, il avait obtenu 6.607 voix, Félix Lachize 5.096 (député sortant), Lasalle 4.895 et Désigaud 1.005. Il siègera avec les libéraux
Son absence des débats publics lui a été fatale puisqu'aux élections législatives de 1898, il ne parvint pas à retrouver son siège. Il affrontait un avocat local, Henri Palix, qui le battit par 10.689 voix contre 8.548.
Sa carrière politique terminée, il se consacre entièrement à ses activités professionnelles.
En 1906, il acquiert le château de Chaintré, château-palais du XIIe siècle situé à Crêches-sur-Saône, (Saône-et-Loire).
Il décède à Lyon 2e, le 23 décembre 1907 à 66 ans. Il est inhumé au cimetière de Tarare.

## Famille
Il épouse Marie Thérèse Martin, fille de Jean-Baptiste Martin (1801-1867), célèbre industriel tararien dont la renommée a été nationale.
Ils auront trois fils Jean, Emmanuel et René (1887-1966).
Le dernier des trois fils, René, Yvan, Marie Sonnery-Martin (1887-1966) est industriel comme son père, et notamment président de la société chimique des produits de Lion Noir. Il est mobilisé d'août 1914 à avril 1919, contre l'Allemagne. Il est cité à l'ordre pour sa bravoure au combat : "Commandant d'une compagnie de mitrailleuses, officier d'une magnifique tenue au feu, qui a fait preuve, à l'attaque du 7 octobre 1918 en Argonne, des plus belles qualités de commandement. A puissamment contribué à arrêter une forte contre-attaque par le judicieux emploi de sa compagnie de mitrailleuses et l'exemple personnel qu'il donnait dans cette situation critique." Il est de nouveaux mobilisé en août 1939 et devient chef d'escadron, commandant le 14ème régiment de dragons portés. À la suite de son courage exceptionnel, il est nommé successivement chevalier de l'Ordre National de la Légion d'Honneur en 1923 puis officier en 1940.
Louis Sonnery-Martin est aussi l'arrière-grand-père de l'actrice Arielle Dombasle, née Arielle Laure Maxime Sonnery en 1953.

## Détail des mandats et des fonctions

### Mandats parlementaires
- 03 septembre 1893 - 31 mai 1898 : Député du Rhône, 2ème circonscription de Villefranche

### Mandats locaux
- 1882 - 1901 : Conseiller général du Rhône du canton de Tarare
- Président de la chambre de commerce de Tarare

## Source
- « Louis Sonnery-Martin », dans le Dictionnaire des parlementaires français (1889-1940), sous la direction de Jean Jolly, PUF, 1960 [détail de l’édition]